# Journalist
En journalist indsamler, bearbejder, prioriterer og videreformidler oplysninger til offentligheden. Journalister kan enten være ansat på redaktionen ved et medie eller arbejde på egen hånd som freelancejournalist. Journalistens arbejdsområde kaldes under et journalistik.
Journalist er ikke en beskyttet titel, og det er derfor muligt for alle, fx bloggere og borgerjournalister, at kalde sig journalister. Dog kan medlemmer af Dansk Journalistforbund kalde sig journalist D.J., lige som de bærer et pressekort udstedt af forbundet. Dansk Presseforbund (Journalist D.P.) og Dansk Forfatterforening kan også udstede pressekort til medlemmerne.

## Etymologi
Ordet journalist kommer etymologisk fra fransk journal, der betyder dagbog eller avis. Ordet stammer fra latin diurnus (af dies, "dag") med betydningen "daglig". En journalist er beskæftiget med formidling af nyheder, ved udarbejdelse af artikler til aviser og ugeblade, eller programmer til radio og tv. Der findes i Danmark specifikke journalistuddannelser på Danmarks Medie- og Journalisthøjskole (DMJX), Syddansk Universitet, Roskilde Universitet og Aarhus Universitet.

## Uddannelse
Journalist er ikke en beskyttet titel, og alle kan derfor bruge titlen, uanset om de arbejder med journalistiske opgaver eller ej.
Tidligere blev journalister uddannet i mesterlære.
I Danmark er der nu fire muligheder for at studere journalistik.
- Journalisthøjskolen i Århus. (Afløser for mesterlæren)
- Journalistik ved Center for Journalistik, Syddansk Universitet (oprettet i 1998)
- Journalistik ved Roskilde Universitet (oprettet i 1999)
- Aarhus Universitet – kandidatuddannelse i Journalistik, hvor man får graden Cand.public.

Alle uddannelser underviser i praktiske og akademiske fag.

## Journalistens arbejde
Journalister, der arbejder med nyheder, vurderer dem efter kriterier som væsentlighed, identifikation, sensation og aktualitet. Opgaven er at indsamle oplysninger gennem research og interviews og formidle dem videre til offentligheden. Det er her afgørende, at oplysningerne er faktuelt korrekte og at formidlingen sker i et flydende og korrekt sprog.
En undersøgelse fra Arbejdstilsynet i 2021 viste, at journalister er den jobgruppe blandt danske lønmodtagere, der sidder mest ned i løbet af en arbejdsdag.
Se også listen over journalistiske fagudtryk her på Wikipedia..

## Journalistik og presseetik
Medier, der trykkes regelmæssigt eller har sendetilladelse, er omfattet af Medieansvarsloven og er dermed af de presseetiske regler. Det gælder DR, TV2 og TV2's regionale stationer, samt aviser, dagblade, ugeblade, distriktsblade, fagblade etc. samt danske periodiske skrifter, der udgives mindst to gange årligt. Derimod er netmedier kun omfattet af reglerne, hvis de selv har tilmeldt sig Pressenævnet.
Store dele af de gængse medier har tilmeldt deres webudgaver, mens det er mere svingende, om rene netmedier og blogs er tilmeldt. Ganske få medier har tilmeldt andre typer af nye kanaler som sociale medier med journalistisk indhold.
Reglerne for god presseetik er i fællesskab udarbejdet af medieejere Danske Medier og arbejdstagere Dansk Journalistforbund. Af reglerne fremgår det at medierne er forpligtet til at levere korrekte oplysninger, og at oplysninger, der kan være skadelige, krænkende eller virke agtelsesforringende for nogen, i særskilt grad skal efterprøves.
Fagbladet Journalisten skriver om problemerne.
De presseetiske regler har en række regler om selvmord, særlige hensyn over for børn, undercover-metoder som skjult kamera og falsk identitet. Det gælder også, når journalisterne selv er med til at konstruere de situationer, de beskriver. I 2013 blev en række af reglerne justeret for at tage hensyn til udviklingen i digitale medier. Fx blev det skrevet ind i reglerne, at de, der tidligere er blevet omtalt, kan henvende sig til medier for at få anonymiseret omtale i gamle mediearkiver, hvis oplysningerne ikke længere har offentlighedens interesse.

## Priser
Den mest prestigefyldte pris til danske journalister er Cavlingprisen, der uddeles hvert år.
Andre fornemme priser er:
- FUJ-prisen uddeles af Foreningen for Undersøgende Journalistik
- Det Journalistiske Fellowship på Syddansk Universitet
- Den Berlingske Fonds Journalistpris
- Kr. Dahls Mindelegat Arkiveret 8. december 2015 hos  Wayback Machine uddeles af Dansk Journalistforbund Kreds 1
- Kravling-prisen (Uddeles til journaliststuderende)